# Farysia thuemenii
Farysia thuemenii är en svampart som först beskrevs av A.A. Fisch. Waldh., och fick sitt nu gällande namn av John Axel Nannfeldt 1959. Farysia thuemenii ingår i släktet Farysia och familjen Anthracoideaceae.   Inga underarter finns listade i Catalogue of Life.